# Isabell Fischer
Isabell Fischer (* 14. November 1969 in Mannheim) ist eine deutsche Schauspielerin.

## Leben und Schaffen
Isabell Fischer wurde 1969 in Mannheim als Tochter einer Schneiderin und eines Kinderarztes geboren. Sie besuchte dort das Karl-Friedrich-Gymnasium, an dem sie 1989 die Allgemeine Hochschulreife erlangte. Noch vor ihrem Abschluss wurde die Schülerin an der Otto-Falckenberg-Schule in München aufgenommen und konnte somit ihre Leidenschaft zum Beruf machen.
Noch während der Ausbildung spielte Isabell Fischer 1991 in Jörg Grasers Fernsehfilm "Ich schenk dir die Sterne". Nach zwei Jahren Schauspielstudium holte sie Dieter Dorn ab der Spielzeit 1990/91 ins feste Ensemble der Münchner Kammerspiele. Isabell Fischer schloss parallel ihr Studium 1993 ab und blieb noch bis zum Ende der Spielzeit 1994/95 an den Münchner Kammerspielen. Es folgten weitere Fest- und Gastengagements am Volkstheater Wien, dem Stadttheater Bern, dem Schauspielhaus Zürich und dem Staatstheater Braunschweig.
Seit 2000 arbeitet Isabell Fischer erfolgreich als freischaffende Schauspielerin in Hamburg und ist häufig am Ernst-Deutsch-Theater, den Hamburger Kammerspielen und dem Altonaer Theater zu sehen.
Fischer arbeitete im Laufe ihrer Karriere u. a. mit Dieter Dorn, Alexander Lang, Wolf-Dietrich Sprenger und Christian Stückl.
Isabell Fischer hat zwei Kinder und lebt in Hamburg.

## Theaterstücke (Auswahl)
- 1991: Mathurine in Don Juan oder der steinerne Geist von Jean Baptiste Molière (Münchner Kammerspiele), Regie: Hans-Joachim Ruckhäberle
- 1993: Mae in Schlamm von Marie Irene Fornes (Münchner Kammerspiele), Regie: Katja Ott
- 1994: Vera in Der dumme Junge von Jeremy Weller (Münchner Kammerspiele), Regie: Jeremy Deller
- 1994: Sultan Saladin in Nathan der Weise von Gotthold Ephraim Lessing (Münchner Kammerspiele), Regie: Alexander Lang
- 1995: Das Mädchen in Roberto Zucco von Bernhard-Marie Koltès (Münchner Kammerspiele), Regie: Christian Stückl
- 1996: Desdemona in Othello von William Shakespeare (Stadttheater Bern), Regie: Martin Meltke
- 1999–2000: Herzogin von Gloster, Green, Poins in Blutspuren – Die Königsdramen von Shakespeare, Fassung von Rüdiger Burbach und Wolfgang Stockmann (Schauspielhaus Zürich), Regie: Rüdiger Burbach
- 2007: Methode von Christopher Hamptons (Ernst-Deutsch-Theater), Regie: Mona Kraushaar
- 2008: Michaeline in Michael Kramer von Gerhart Hauptmann (Ernst-Deutsch-Theater), Regie: Wolf-Dietrich Sprenger
- 2009: John Gabriel Borkman von Henrik Ibsen (Ernst-Deutsch-Theater), Regie: Wolf-Dietrich Sprenger
- 2012: Lisa in Match von Stephen Belbers (deutschsprachige Erstaufführung an den Hamburger Kammerspielen), Regie: Harald Clemen
- 2012: Gethsemane von David Hare, Fassung von Stefan Kroner (Ernst-Deutsch-Theater), Regie: Rüdiger Burbach
- 2014: Die Mutter in Die Reifeprüfung, Fassung von Terry Johnson (Altonaer Theater), Regie: Eva Hosemann
- 2015: Zorn (Fury) von Joanna Murray-Smith (deutschsprachige Erstaufführung in den Hamburger Kammerspielen), Regie: Harald Clemen
- 2015: Jenny in Garp und wie er der Welt sah von John Irving, Fassung von Axel Schneider (Altonaer Theater), Regie: Michael Bogdanov
- 2016: Irene in Diven, Fassung von Axel Schneider (Hamburger Kammerspiele), Regie: Konstantin Moreth
- 2017: 1984 von George Orwell (Ernst-Deutsch-Theater), Regie: Elias Perrig
- 2017: Schlaraffenland von Phillip Löhle (Hamburger Kammerspiele), Regie: Henning Bock
- 2018: Ach, diese Lücke, diese entsetzliche Lücke von Joachim Meyerhoff, Fassung von Henning Bock und Anke Kell (Altonaer Theater), Regie: Henning Bock[6]
- 2018: Der gute Mensch von Sezuan von Bertolt Brecht (Ernst-Deutsch-Theater), Regie: Wolf-Dietrich Sprenger
- 2019: Anna Spiegel in Die Therapie von Sebastian Fitzek (Hamburger Kammerspiele), Fassung und Regie: Axel Schneider[5]

## Filmographie (Auswahl)
- 1990: Ein anderer Liebhaber, Mina, Regie: Xaver Schwarzenberger
- 1991: Ich schenk dir die Sterne, Kathi; Regie: Jörg Graser
- 2000: Highway Society, Polizistin; Regie: Mika Kaurismäki